# 木新里
木新里為台灣台北市文山區轄下一里，文山區行政中心(文山區公所)亦設於此里。

## 沿革
台灣清治時期同治年間，本地隸屬淡水廳木柵庄。至光緒年間劃歸拳山堡內湖庄管轄。
直至1895年，日治時期調整行政區劃，改制為台北縣文山堡內湖庄，1901年時劃入新設立的深坑廳，1920年改制為臺北州文山郡深坑庄內湖(大字)打鐵寮(小字)。
戰後，中華民國調整行政區劃，本地改制為台北縣深坑鄉木柵村。1966年(民國55年)自木柵鄉木柵村獨立設置為木新里，1968年(民國57年)行政區域調整併入台北市，改制為木柵區木新里。1974年(民國63年)將本里一部分劃增設為木榮里。1990年(民國79年)3月台北市行政區域全面調整，將原木榮里廢止併入本里，改制為文山區木新里。

## 里界
- 東至：以景美溪與萬興里、老泉里為界
- 西至：以保儀路與忠順里、木柵里相鄰
- 南至：以保儀路129號與樟腳里、順興里毗鄰
- 北至：以木柵路三段125-195號與木柵里相鄰